# Демоны (Секретные материалы)

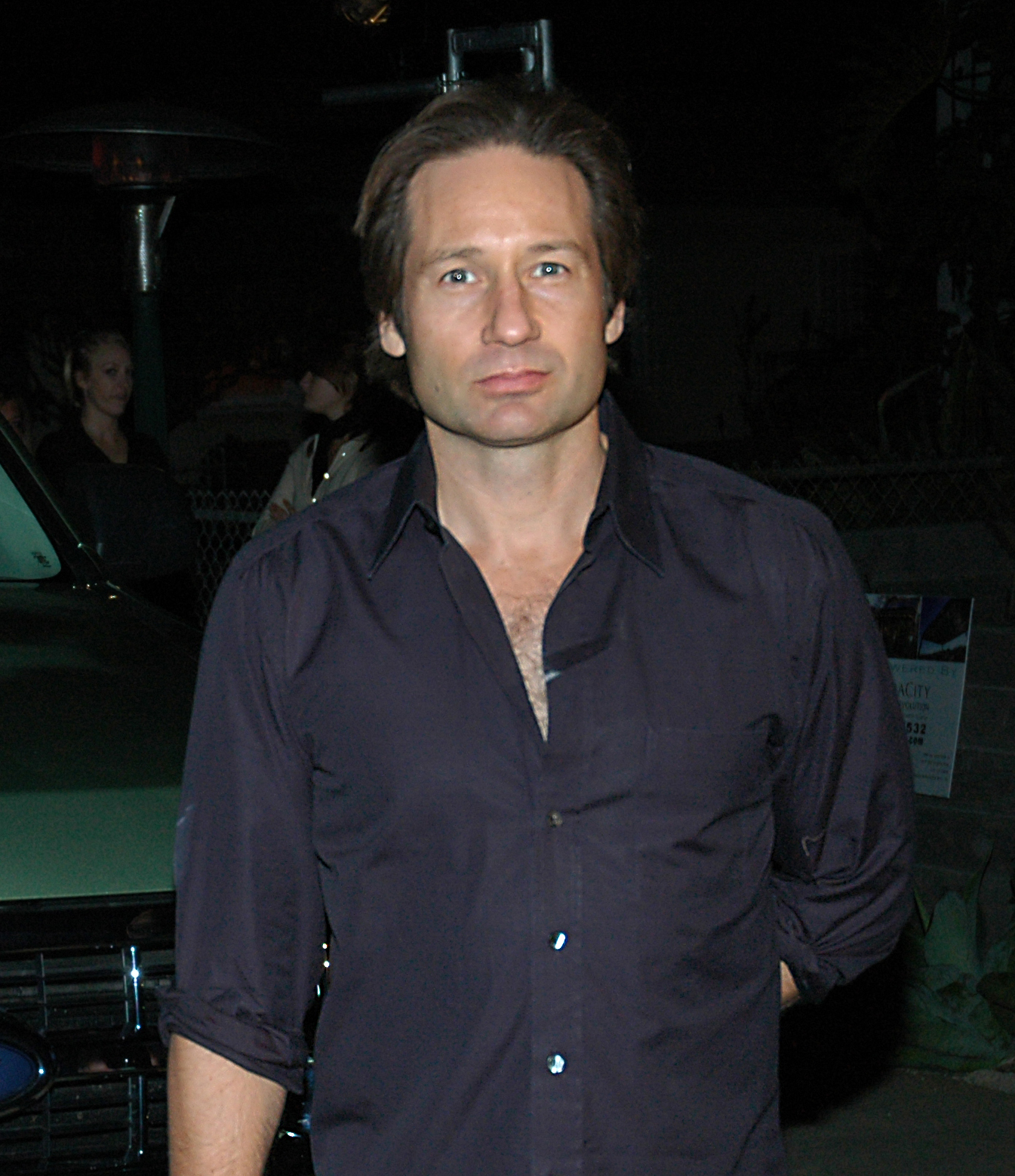
Американский актер Дэвид Духовны на вечеринке по случаю открытия дома Ford и project7ten Sustainable/Green Home. Фото опубликовано Ford Motor Company.

«Демоны» (англ. «Demons») — 23-й эпизод 4-го сезона сериала
«Секретные материалы». Премьера
состоялась 11 мая 1997 года на телеканале FOX.
Эпизод позволяет более подробно раскрыть так называемую «мифологию сериала», заданную в пилотной серии
Режиссёр — Ким Мэннэрс, автор сценария — Роберт Гудвин, приглашённые звёзды — Джей Эковоун, Майк Нуссбаум,
Крис Оуэнс.
В США серия получила рейтинг домохозяйств Нильсена, равный 11,8, который означает, что в день
выхода серию посмотрели 19,1 миллиона человек.
Главные герои серии — Фокс Малдер (Дэвид Духовны) и Дана Скалли (Джиллиан Андерсон), агенты ФБР, расследующие сложно поддающиеся научному
объяснению преступления, называемые Секретными материалами.

## Сюжет
В данном эпизоде Малдер просыпается в отеле, в неизвестной ему комнате, весь в крови. Малдер ничего не помнит и вызывает Скалли на подмогу. Более того, Малдера посещают видения из детства, а именно того момента, когда их родители, Билл и Тина, ссорятся по поводу Саманты и Фокса, а за этим наблюдает молодой Курильщик. Но Малдера обвиняют в убийстве пожилой пары в заброшенном доме, которое Малдер не может вспомнить.